# Взрыв судна «Trinity Spirit» в Нигерии
Взрыв нефтедобывающего судна «Trinity Spirit» (арендовано компанией Shebah Exploration & Production Co.) у морского терминала Укпокити в заливе Бенин, части Гвинейского залива, у побережья штата Дельта на юге Нигерии, близ устья реки Эскравос произошёл 3 февраля 2022 года.
В момент взрыва на судне находилось 10 человек, выжить удалось 3 людям.
Вскоре после взрыва появились сообщения о том, что в результате данного происшествия имеется угроза экологической катастрофы, так как на взорвавшемся нефтедобывающем судне могло находиться до двух миллионов баррелей нефти.

## Развитие событий
Взрыв на судне «Trinity Spirit» произошёл утром в четверг 3 февраля 2022 года. В момент происшествия на судне находилось 10 человек, в числе которых были как члены экипажа, так и сотрудники по добыче нефти (работали в компании SEPCOL).
Вслед за взрывом на судне начался пожар, который продлился более суток. Тушение возгорания было практически невозможно из-за большого количества нефти на судне. В результате полученных повреждений, судя по выложенным в интернете фотографиям, судно частично затонуло.
Возглавляющий нигерийское Национальное управление по выявлению и реагированию на утечки нефти (NOSDRA) Идрис Муса подтвердил утром на следующий день 4 февраля, что судно всё ещё продолжает гореть, и сообщил о том, что его ведомство предпринимает все возможные усилия для минимизации возможного экологического ущерба. Позднее он сообщил, что «пожар был потушен прошлой ночью».
В воскресенье, 6 февраля, появилось сообщение о том, что три человека из тех, кто в момент взрыва находился на судне, найдены живыми. На момент появления данного сообщения они были госпитализированы. Также по данным на 6 февраля 2022 года было найдено тело одного сгоревшего человека, но его личность пока не установлена.
Остальные находившиеся на судне люди по данным на 6 февраля 2022 считаются пропавшими без вести.
Построенный 46 лет назад танкер «Trinity Spirit» использовался в Нигерии в качестве райзерного блока и плавучего нефтехранилища и был способен принимать на борт до 22 000 баррелей нефти в сутки. Судно эксплуатировалось на реке Эскравос, являющейся 56-и километровым протоком реки Нигер в её дельте на юге Нигерии. Эксплуатация производилась на нефтеотгрузочной станции, обслуживающей подводное нефтяное месторождение и находящейся в 18 километрах от устья реки Эскравос.

## Экологический ущерб
В пятницу, 4 февраля 2022 года со стороны NOSDRA  было инициировано начало расследования инцидента, приведшего к взрыву и пожару на судне «Trinity Spirit». Согласно первым данным, полученным в рамках следствия, оператор судна был лишён лицензии в 2019 году, в результате чего оперативное установление количества находившейся на судне на момент взрыва нефти невозможно.
По данным арендатора судна, нефтедобывающей компании SEPCOL, объёмы данного типа судна позволяют хранить на нём до 2 миллионов баррелей нефти. Факты отсутствия эксплуатации судна в последние два года и сравнительно быстрая ликвидация пожара (примерно в течение суток) позволяют сделать вывод об относительно незначительном объёме разлива нефти.
Согласно первичным выводам экспертов, инцидент нанёс серьёзный вред местным мангровым зарослям и морской флоре в месте пожара и разлива.
Сообщество экологических специалистов также напомнило о том, что данный инцидент является не первым взрывом на нефтедобывающих платформах и скважинах в Нигерии. В этой стране наблюдается серьёзный урон экологии в результате ведения нефтедобывающих работ, в стране ведутся судебные разбирательства с нефтедобывающими корпорациями, а часть таких корпораций, в том числе Shell, уходят с нигерийского рынка и продают свои активы в данном регионе.